# Feira do Livro de Pelotas
A Feira do Livro de Pelotas é um evento promovido e realizado pela Câmara Pelotense do Livro desde 1960, reunindo as livrarias da cidade de Pelotas, além de contar com uma programação variada e de eventos culturais, gastronômicos e turísticos.
O evento acontece no entorno da Praça Coronel Pedro Osório. Atualmente a feira é anual. No entanto, a sua realização foi interrompida em 1964, sendo retomada apenas catorze anos após, em 1978.
A feira é um evento oficial da cidade desde 2008 (quando foi promulgada na Lei Municipal número 5.501).

## Ligação externa
- Site oficial do evento